# Bataille d'Oubari
Deuxième guerre civile libyenne
Batailles
- Benghazi (2014)
- Aéroport de Tripoli (en)
- Benghazi (2014–17)
- Oubari
- Kikla
- Derna (2015–16)
- Zliten
- Croissant pétrolier (janv. 2016)
- Syrte (2016)
- Croissant pétrolier (sept. 2016)
- Croissant pétrolier (2017)
- Birak (2017)
- Derna (2018–19)
- Croissant pétrolier (2018)
- Tripoli (2018)
- Fezzan
- Tripoli (2019–20)
- Syrte (2020)
- Tripolitaine orientale (2020)

La bataille d'Oubari ou guerre d'Oubari se déroule de 2014 à 2015 lors de la deuxième guerre civile libyenne et oppose les Touaregs aux Toubous. 

## Contexte
Après la première guerre civile libyenne en 2011, les Touaregs de Libye — 250 000 habitants près des frontières algérienne et nigérienne — se retrouvent marginalisés par les nouvelles autorités libyennes en raison du grand nombre de combattants que comptait cette communauté dans l'appareil sécuritaire de Mouammar Kadhafi pendant et avant la guerre civile. L'assise politique et économique des Touaregs dans le Fezzan est alors contestée par les Toubous, communauté du sud-est de la Libye, qui avaient au contraire été opprimés par le Kadhafi et avaient largement embrassé l'insurrection en 2011.
En septembre 2014, un conflit éclate à Oubari entre les Touaregs et les Toubous. La dernière guerre entre ces deux communautés s'était achevée en 1893 avec le « traité de Midi-Midi », au terme de neuf années d'affrontements. Les Touaregs se considèrent comme les propriétaires historiques de la ville et accusent les Toubous de vouloir les « coloniser » et de s'implanter dans leurs terres. Les miliciens toubous ont pris le contrôle de plusieurs champs pétrolifères au Sud et à l'Ouest et ils s'organisent en formant quatre brigades. Celle basée à Mourzouq est commandée par Barka Wardougou. Des Toubous venus du Niger et du Tchad viennent renforcer leurs compatriotes libyens,,.
Les Toubous accusent de leur côté les Touaregs de collaborer avec les djihadistes, ce que ces derniers démentent. Les Touaregs reprochent également aux Français — engagés dans l'Opération Barkhane et établit au Niger dans le fort de Madama près de la frontière — de prendre le parti des Toubous. La France a administré le Fezzan de 1943 à 1951 et a conservé une présence militaire jusqu'en 1956. Avec le début de l'opération Barkhane en 2014, une partie du gouvernement et de l'armée s'est montrée favorable à une intervention militaire dans le sud-ouest libyen,,. Cependant pour Wolfram Lacher, chercheur à l’Institut allemand des affaires internationales et de sécurité et spécialiste de la Libye, la France surestime la présence djihadiste dans la région.
En septembre 2014, l'accusation de l'organisation par les Toubous d'un trafic de carburant au cœur de la ville sert de prétexte au déclenchement du conflit. La communauté qui contrôlera Oubari contrôlera également plusieurs trafics — drogue, carburant, êtres humains, cigarettes, armes et produits de consommation courante — ainsi que les champs pétrolifères des alentours. Parmi les plus gros gisements, Al-Sharara est tenu par les Touaregs depuis novembre 2014 tandis que Al-Fil est aux mains des Toubous,,.
Les milices touarègues, qui avaient pour la plupart combattues dans le camp de Kadhafi au cours de la première guerre civile libyenne, penchent alors pour le gouvernement de Tripoli et sont soutenues par le Qatar. Armés par les Émirats arabes unis, les milices toubous avaient quant à elles rejoints la rébellion anti-Kadhafi en 2011, en 2014 elles soutiennent le gouvernement de Tobrouk, paradoxalement celui qui a rallié le plus grand nombre d'ex-Kadhafistes.
Pour porter leur voix sur la scène nationale et internationale, les Touaregs forment en février 2015 un « Conseil suprême des Touaregs » et choisissent pour chef Hussein al-Koni, qui a été ambassadeur libyen au Niger pendant 17 années,.

## Déroulement
Vers la mi-mars 2015, les combats redoublent après la mort du chef touareg Idal Aboubaker, des dizaines de combattants sont tués. Par la suite le front se stabilise, les Touaregs tiennent une cinquantaine de postes de combats qui entourent la ville, les quartiers périphériques et le mont Tendé. Les Toubous, ravitaillés depuis Mourzouq, contrôlent de leur côté le centre de la ville moderne, le quartier de Dissa, l'aéroport et des hauteurs environnantes,.
Les 18 et 19 mai, les combats font au moins 17 morts et 16 blessés dans les deux camps.
Un accord de paix est conclu le 22 novembre 2015 à Doha avec l'aide de la médiation qatari. Le texte est signé côté toubou par Ali Sidi Adam et côté touareg par Abou Bakr al-Fageh. Il prévoit le déploiement d'une « force militaire neutre » (la force Al-Hassawana) et la réouverture de la route de Sebha à Ghat,.
Cependant des affrontements éclatent à nouveau le 10 janvier 2016, faisant au moins cinq morts.

## Bilan humain
De septembre 2014 à mars 2015, les combats ont fait au moins 200 morts. Le bilan total des combats est d'environ 300 morts et 2 000 blessés. La plupart des habitants ont quitté la ville, la population d'Oubari est passée de 40 000  à   15 000 personnes. La majorité des civils ont choisi de fuir vers Ghat, Germa ou Mourzouq où l'aide humanitaire n'arrive pas. Aucune ONG n'est sur place, pas plus que l'ONU ou l'État libyen,.

## Suites
Vers avril 2016, le Conseil suprême des Touaregs comme le Front toubou annoncent qu'ils apportent leur soutien au Gouvernement d'union nationale de Fayez el-Sarraj.
En 2017, Moulay Ag Didi est élu à la tête du Conseil suprême des Touaregs, en remplacement d'Hussein al-Koni.
L'accès à la citoyenneté et au droit de vote est également demandé par de nombreux Touaregs et Toubous établis depuis des années en Libye, mais originaires de pays étrangers.
Fin 2018, plusieurs quartiers d'Oubari demeurent en ruine, malgré l'engagement du Qatar de financer leur reconstruction.

## Vidéographie
- [vidéo] La guerre discrète des Touaregs de Libye, Vice news, 17 février 2016.